# Saint-Vincent-de-Paul (Żyronda)
Saint-Vincent-de-Paul – miejscowość i gmina we Francji, w regionie Nowa Akwitania, w departamencie Żyronda.
Według danych na rok 1990 gminę zamieszkiwały 963 osoby, a gęstość zaludnienia wynosiła 69 osób/km² (wśród 2290 gmin Akwitanii Saint-Vincent-de-Paul plasuje się na 444. miejscu pod względem liczby ludności, natomiast pod względem powierzchni na miejscu 820.).